# 2025-ös magyar férfi vízilabdakupa
A 2025-ös magyar férfi vízilabdakupa (hivatalosan BENU Férfi Magyar Kupa) a magyar vízilabda-bajnokság után a második legrangosabb hazai versenysorozat. A Magyar Vízilabda-szövetség írta ki és 16 csapat részvételével bonyolítotja le. A mérkőzéssorozat győztese a LEN-Európa-kupában indulhatott.
A versenysorozatban a 2025–2026-os OB I csapatai, a 2024–2025-ös első osztályból kiesett csapat (Pécsi VSK), a 2024–2025-ös másodosztály második helyezett csapata (A Viwa OSC átadta a bajnoki indulás jogát, ezért a harmadik Pécsi EAC) indulhatott. 

## Lebonyolítás
A kupa három szakaszból állt.
Kvalifikációs szakasz
A 2024–2025-ös OB I első négy helyezettje (FTC, Vasas, BVSC, Szolnok) ebben a körben kiemelt. A többi indulót háromcsapatos csoportokba sorsolták. A csapatokat az előző évi bajnoki szereplésük alapján 3 kalapból sorsolták. Egy csoportot egy hétvégén, egy helyszínen rendeznek meg. A csoportok első helyezettje a negyeddöntőbe jut. Döntetlen esetén büntetődobásokra kerül sor. Időpont: 2025. augusztus 29–31.
Negyeddöntő
A csapatokat kiemelés nélkül sorsolják ki. A továbbjutást két mérkőzésen döntik el. Az összecsapásokon van döntetlen eredmény. Ha az összesített gólkülönbség alapján nem dőlt el a továbbjutás, akkor a második mérkőzés után büntetődobások következtek. Időpont: 2025. szeptember 12–14.
Final 4
A csapatokat kiemelés nélkül sorsolják ki. A továbbjutást egy mérkőzésen döntik el. A 3. helyért rendeznek mérkőzést. Időpont: 2025. szeptember 26–28., helyszín:

## Eredmények

### Kvalifikáció
augusztus 29–31.
A csoport (Szentes)
| Hely. | Csapat         | M | Gy | HGy | HV | V | G+ | G– | Gk | P | Továbbjutás vagy kiesés      |   | OSC | SZEN | DEB |
| ----- | -------------- | - | -- | --- | -- | - | -- | -- | -- | - | ---------------------------- | - | --- | ---- | --- |
| 1.    | Semmelweis-OSC | 0 | 0  | 0   | 0  | 0 | 0  | 0  | 0  | 0 | Továbbjutott a negyeddöntőbe |   | —   | –    | –   |
| 2.    | Szentesi VK    | 0 | 0  | 0   | 0  | 0 | 0  | 0  | 0  | 0 |                              |   | –   | —    | –   |
| 3.    | Debreceni VE   | 0 | 0  | 0   | 0  | 0 | 0  | 0  | 0  | 0 |                              | – | –   | —    |     |

B csoport (Eger)
| Hely. | Csapat     | M | Gy | HGy | HV | V | G+ | G– | Gk | P | Továbbjutás vagy kiesés      |   | SZEG | EGER | PEAC |
| ----- | ---------- | - | -- | --- | -- | - | -- | -- | -- | - | ---------------------------- | - | ---- | ---- | ---- |
| 1.    | Szegedi VE | 0 | 0  | 0   | 0  | 0 | 0  | 0  | 0  | 0 | Továbbjutott a negyeddöntőbe |   | —    | –    | –    |
| 2.    | Egri VK    | 0 | 0  | 0   | 0  | 0 | 0  | 0  | 0  | 0 |                              |   | –    | —    | –    |
| 3.    | Pécsi EAC  | 0 | 0  | 0   | 0  | 0 | 0  | 0  | 0  | 0 |                              | – | –    | —    |      |

C csoport (?)
| Hely. | Csapat       | M | Gy | HGy | HV | V | G+ | G– | Gk | P | Továbbjutás vagy kiesés      |   | KAP | UVSE | KSI |
| ----- | ------------ | - | -- | --- | -- | - | -- | -- | -- | - | ---------------------------- | - | --- | ---- | --- |
| 1.    | Kaposvári VK | 0 | 0  | 0   | 0  | 0 | 0  | 0  | 0  | 0 | Továbbjutott a negyeddöntőbe |   | —   | –    | –   |
| 2.    | UVSE         | 0 | 0  | 0   | 0  | 0 | 0  | 0  | 0  | 0 |                              |   | –   | —    | –   |
| 3.    | KSI          | 0 | 0  | 0   | 0  | 0 | 0  | 0  | 0  | 0 |                              | – | –   | —    |     |

D csoport (Pécs)
| Hely. | Csapat                  | M | Gy | HGy | HV | V | G+ | G– | Gk | P | Továbbjutás vagy kiesés      |   | BHSE | MIS | PVSK |
| ----- | ----------------------- | - | -- | --- | -- | - | -- | -- | -- | - | ---------------------------- | - | ---- | --- | ---- |
| 1.    | Bp. Honvéd              | 0 | 0  | 0   | 0  | 0 | 0  | 0  | 0  | 0 | Továbbjutott a negyeddöntőbe |   | —    | –   | –    |
| 2.    | Miskolci Vízilabda Club | 0 | 0  | 0   | 0  | 0 | 0  | 0  | 0  | 0 |                              |   | –    | —   | –    |
| 3.    | Pécsi VSK               | 0 | 0  | 0   | 0  | 0 | 0  | 0  | 0  | 0 |                              | – | –    | —   |      |

### Negyeddöntők
szeptember 12–14.
| 1. csapat | Össz. | 2. csapat | 1. mérk. | 2. mérk. |
| --------- | ----- | --------- | -------- | -------- |
|           | –     |           | –        | –        |
|           | –     |           | –        | –        |
|           | –     |           | –        | –        |
|           | –     |           | –        | –        |

### Elődöntők
szeptember., 
| 1. csapat | Eredmény | 2. csapat |
| --------- | -------- | --------- |
|           | –        |           |
|           | –        |           |

### A 3. helyért
szeptember 28., 
| 1. csapat | Eredmény | 2. csapat |
| --------- | -------- | --------- |
|           | –        |           |

### Döntő
| 2025. szeptember 28. : |              | – |  |  |
| 2025. szeptember 28. : | (–, –, –, –) |   |  |  |
| 2025. szeptember 28. : |              |   |  |  |

A kupagyőztes csapat tagjai: